# 埋もれる
『埋もれる』（うもれる）は、2014年3月16日に、WOWOW「ドラマW」で放送されたテレビドラマ。主演は桐谷健太。
第6回WOWOWシナリオ大賞受賞作に選ばれた香坂隆史の『愛の告発』をタイトルを変えドラマ化。主演の桐谷と監督の吉田康弘は2003年の映画『ゲロッパ!』で出会って以来の友人同士でタッグを組んだ。

## キャスト
北見透
演 - 桐谷健太
勤め先の金丸フーズを産地偽装で内部告白し、会社から退社させられる。地元に帰郷し、富士野市役所水瀬支所の非常勤として働き始める。
浅尾葉子
演 - 国仲涼子
ゴミ屋敷の隣家に住むシングルマザー。北見と中学時代の同級生で北見から告白された過去を持つ。
加藤稔
演 - 水橋研二
市役所勤務。北見の上司。北見、葉子とは同級生。
楠本和也
演 - 落合モトキ
市役所勤務。北見の同僚。
小橋雅子
演 - 片岡礼子
市役所勤務。北見の同僚で指導係。
高橋光一
演 - 金井勇太
金丸フーズ時代の北見の元同僚。産地偽装問題で懲戒解雇された。
浅尾優人
演 - 望月歩
葉子の息子。13歳。
石塚昌孝
演 - 木下ほうか
金丸フーズの専務。産地偽装問題を隠蔽しようとする。
佐野光彦
演 - 日向丈
金丸フーズの営業部長。北見の元上司。
沢田直紀
演 - 矢柴俊博
フリーライター。金丸フーズの産地偽装問題をスクープする。
村田保
演 - 日野陽仁
北見の隣人。
田島由香
演 - 伊藤歩
北見の元妻。
田島舞衣
演 - 吉村美輝
北見の娘。
中島茂樹
演 - 大友康平
市長。癒着や不正などの噂がある。ゴミ屋敷の強制撤去を進めている。
三原武雄
演 - 斉木しげる
市役所勤務。北見の上司。
熊沢加代子
演 - 緑魔子
葉子の隣に住むゴミ屋敷の主。

## スタッフ
- プロデューサー - 徳田雄久、椿宜和、稲葉尚人
- 監督 - 吉田康弘
- 脚本 - 香坂隆史
- 音楽 - きだしゅんすけ
- 制作協力 - 角川映画
- 製作著作 - WOWOW